# Vaca de mare a lui Steller
Vaca de mare a lui Steller (Hydrodamalis gigas) este o specie de lamantin extins. Lamantinul a fost răspândit în primă fază în Marea Bering. A fost descoperită în apropierea coastei asiatice, în anul 1741 de către biologul Georg Steller, care călătorea alături de exploratorul Vitus Bering. Timp de 27 de ani de la descoperirea de către europeni, lentă și ușoară de vânat, vaca de mare a lui Steller a fost vânată până la dispariție.
Lamantinul atingea o lungime de 7,9 metri și cântarea până la trei tone, fiind mult mai mare decât speciile: manatee sau dugong. Semăna cu o focă mare, însă avea două membre anterioare robuste și o coadă asemănătoare cu cea a balenei. Conform spuselor lui Steller, „Acest animal nu iese niciodată la mal și trăiește întotdeauna în apă. Pielea sa este neagră și groasă, precum scoarță unui stejar bătrân, capul său în comparație cu corpul este mic, nu are dinți, ci doar două oase plate și albe - unul deasupra iar celălalt dedesubt”. 
Specia era complet domesticită, conform spuselor și studiilor lui Steller. Fosilele acestei specii au fost inițial răspândite de-a lungul coastei Oceanului Pacific, ajungând până în sudul Japoniei și al Californiei. 
Data fiind rapiditatea cu care vaca de mare a lui Steller a dispărut, cel mai probabil acest lucru s-a întâmplat datorită oamenilor care au ajuns în zona acestei specii. Există încă raporturi sporadice în care se vorbește despre zărirea acestui animal între zona Bering și zona Groenlandei, de aceea se crede că mai există o mică populație a acestei specii în zilele noastre. Acest lucru este încă nedovedit. 

## Legături externe
- Animal Diversity Web
- Steller's sea cow information from the AMIQ Institute
- Hans Rothauscher's Die Stellersche Seekuh site (in German & English)
- Illustration of a sea cow skeleton and an extract from Steller's description Arhivat în 13 august 2013, la Wayback Machine.